# Эстра-Ингельстадская кирха
Эстра-Ингельстадская кирха (швед. Östra Ingelstads kyrka) — лютеранский храм в Эстра-Ингельстаде, в коммуне Тумелилла в лене Сконе. Является храмом церковного прихода Смедсторп епархии Лунда Шведской Церкви. Храм основан в XII веке.

## История
Церковь в романском стиле в Эстра-Ингельстаде была построена около 1150 года. Существует предположение, что строителем храма был Каменщик Карл. По другой версии, архитектурные элементы здания свидетельствуют о том, что его строители пришли в Эстра-Ингельстад из Ирландии через Борнхольм. Самой старой частью храма является неф с массивными сводами из известняка. На южной стороне располагалось церковное крыльцо с ранней колокольней. В начале XIII века и конце XV века стены и своды храма были покрыты частичной росписью. На фрагментарно сохранившихся фресках виден ряд апостолов и святых и изображение Страшного суда. Авторство ранних росписей приписывается Мастеру из Бьерешё.
В XVII веке патрон храма Иоахим Бюлов расширил хоры, устроил крипту и установил дубовый алтарь, который украсил гербом. В честь свадьбы дочери он подарил приходу колокол. В 1913—1914 годах к церкви пристроили ризницу. В XX—XXI веке в старом церковном крыльце оборудовали мертвецкую, полы в которой уложены надгробьями из комстадского известняка.
Интерьеры храма включают потир XV века, кафедру и скамьи XVI века, полотно «Распятие Христа» австрийского или итальянского живописца XVI—XVII веков, Библию Карла XII и оловянную купель, небольшие часы, изготовленные в 1755 году часовщиком Андреасом Веттергольцем из Мальмё. На Рождество 1977 года в церкви впервые открыли вертеп, выполненный кузнецом Эдвином Йонссоном.
В храме хранятся фрагменты Лобного места. Прежде к нему, в некоторые воскресенья, насильно приковывали за руки и ноги нарушителей общественного порядка, пьяниц, матерщинников и грубиянов, на которых разрешалось плевать, проходя мимо. На северной стене храма сохранилась дыра, через которую раньше причащали тех, кому запрещалось входить в церковь.
Современный механический орган с пневматической коробкой был построен в 1915 году Фабрикой по производству органов А. Мортенссона.